# Cantacronache
Cantacronache è stato un collettivo di musicisti, letterati e poeti formatosi a Torino nel 1957 con lo scopo di valorizzare il mondo della canzone attraverso l'impegno sociale.
Era formato da Sergio Liberovici e Michele L. Straniero, fondatori, cui si aggiunsero Fausto Amodei e Margot, moglie del citato Liberovici.
Sono considerati tra i precursori del cantautorato italiano.
Al progetto musicale parteciparono anche intellettuali dell'epoca come Gianni Rodari, Giorgio De Maria, Emilio Jona, Italo Calvino e Umberto Eco nelle vesti di autori dei testi.

## Storia
L'attività del gruppo era orientata in primo luogo alla creazione di un nuovo tipo di canzone che prendesse le distanze dai canoni della canzonetta di consumo stabilizzatasi nell'Italia nel dopoguerra e ben espressa dal nascente Festival di Sanremo. Il proposito di "evadere dall'evasione" per la stesura di materiali inediti trovava i suoi modelli negli chansonniers francesi, nei repertori di Bertolt Brecht e Kurt Weill, nella tradizione dei cantastorie italiani.
Ben presto il gruppo di Cantacronache si concentrò nella produzione di testi e musiche che descrivevano, e spesso denunciavano, una realtà molto diversa da quella fotografata dalla canzone italiana di allora e dall'industria discografica.
Nell'arco di circa cinque anni sarebbero nate decine di nuove canzoni con l'apporto, per i testi, di scrittori e intellettuali di spicco come Italo Calvino, Franco Fortini, Gianni Rodari, Umberto Eco, oltre a Straniero e ai già citati Jona e De Maria. Le musiche erano perlopiù di Liberovici e di Amodei (a sua volta cantautore in senso moderno), ma contributi non secondari furono dati da altri compositori dell'area "colta" quali Fiorenzo Carpi, Giacomo Manzoni, Valentino Bucchi.
Tra gli interpreti si avvicendarono Franca Di Rienzo, Pietro Buttarelli, Edmonda Aldini, Silverio Pisu, Glauco Mauri, oltre gli stessi autori Amodei, Straniero, Margot, Mario Pogliotti e Duilio Del Prete.
Il brano forse più famoso del repertorio è, ancora oggi, Per i morti di Reggio Emilia, composto e inciso da Fausto Amodei all'indomani della strage di Reggio Emilia del 7 luglio 1960. Celebri anche Dove vola l'avvoltoio? e Oltre il ponte, entrambe con testo di Italo Calvino e musica di Sergio Liberovici, e La zolfara (testo di Michele L. Straniero e musica di Fausto Amodei), portata contemporaneamente al successo da Ornella Vanoni.
Il gruppo di Cantacronache si dedicò contestualmente anche al recupero della canzone politica e della Resistenza, proponendo anche su disco brani sociali della tradizione anarchica, socialista e perfino giacobina italiana. Lavori analoghi vennero svolti sui repertori di protesta di quei paesi che nei primi anni sessanta vivevano situazioni politico-sociali fortemente critiche anche in rapporto agli equilibri mondiali (Algeria, Cuba, Spagna, Congo, Angola).
Negli anni trionfali del Festival di Sanremo e della musica leggera, la proposta di Cantacronache fece fatica ad affermarsi al di là di ristretti ambienti fortemente politicizzati, e nel 1962 il gruppo si sciolse. Due dei suoi membri, Amodei e Straniero, proseguirono l'attività di riscoperta del canto sociale all'interno del Nuovo Canzoniere Italiano.
Molte delle incisioni del gruppo, realizzate tra il 1957 e il 1963 su vari 45 giri EP o singoli (prima su etichetta Italia Canta e poi su DNG), furono ristampate in quattro LP pubblicati dalla etichetta discografica Albatros della Vedette nel 1971.
Tutta la collezione dei dischi e dei libri dedicati a Cantacronache è attualmente consultabile presso la Biblioteca Comunale delle Lame di Bologna (contenente l'enorme archivio storico-musicale del Canzoniere delle Lame).
Il documentario storico Cantacronache 1958-1962: politica e protesta in musica narra l'esperienza culturale e artistica del gruppo, attraverso le interviste ad alcuni dei suoi componenti (Emilio Jona, Fausto Amodei, Margherita Galante Garrone) e altri testimoni (Andrea Liberovici, Giovanni Straniero, Mirco Carrattieri, Giovanna Marini). Il documentario è stato realizzato da Michele Bentini, Sandra Cassanelli, Liviana Davì, Elisa Dondi, Rossella Fabbri, Chiara Ferrari, Sara Macori, Alice Tonini nell'ambito del Master in Comunicazione Storica dell'Università di Bologna nel 2011 in collaborazione con l'Istituto storico Parri Emilia-Romagna.

## L'eredità di Cantacronache
Cantacronache è stato, storicamente, il primo esempio di cantautorato "impegnato" in Italia. L'esperienza dei torinesi è stata assorbita, di pari passo, dalla coeva generazione di cantautori (Luigi Tenco, Fabrizio De André, Francesco Guccini) come lo sarà poi da quella successiva (Francesco De Gregori).
Sia durante l'arco di tempo interessato, sia nel corso degli anni a seguire molti artisti di fama hanno ripreso il senso di quell'esperienza e proposto nuove versioni di quelle canzoni:
- Ornella Vanoni ha inciso La zolfara nel 1959.
- Enzo Jannacci ha inserito Qualcosa da aspettare di Fausto Amodei nel suo spettacolo 22 canzoni del 1964 (poi inclusa nell'album Enzo Jannacci in teatro).
- Milva ha inciso Per i morti di Reggio Emilia nell'album Canti della libertà del 1965.
- Nel 1974 gli Stormy Six hanno inciso una loro versione di Per i morti di Reggio Emilia (album Guarda giù dalla pianura).
- I Modena City Ramblers hanno riportato in auge il brano Oltre il ponte nel 2005, adattando il testo originale di Italo Calvino alla melodia tradizionale irlandese The Blacksmith.
- Nel 2005 Grazia Di Michele è stata coinvolta da Maria Rosaria Omaggio autrice e interprete dello spettacolo teatrale chiamalavita dedicato all'infanzia vittima della guerra attraverso le opere di Italo Calvino, per cantare tra l'altro i quattro brani a firma Calvino-Liberovici Dove vola l'avvoltoio?, Oltre il ponte, Canzone triste, Il padrone del mondo. Dallo spettacolo è stato tratto il CD eponimo Chiamalavita.
- I Têtes de Bois hanno ripreso La zolfara per il loro progetto Avanti Pop.
- Nel 2008, in occasione del cinquantennale del movimento torinese, è stato allestito lo spettacolo Progetto Cantacronache, promosso da Valter Colle, Enrico De Angelis e Moni Ovadia. Vi hanno preso parte, tra gli altri, Fausto Amodei, Giovanna Marini, Gualtiero Bertelli, Ginevra Di Marco, Kosovni Odpadki, Enzo Jannacci, Caparezza, Banda Osiris, Grazia Di Michele, Yo Yo Mundi, Alessio Lega.
- Nel 2012 è uscito il libro di Salvatore Coccoluto Il tempo della musica ribelle. Da Cantacronache ai grandi cantautori italiani.
- Nel 2013 è uscito il saggio  Cantacronache 1958-1962: politica e protesta in musica. URL consultato il 27 luglio 2020 (archiviato dall'url originale il 16 dicembre 2013). scritto da Chiara Ferrari, edito da Storicamente, rivista del Dipartimento di Storia, Cultura, Civiltà dell'Università di Bologna. Il saggio ripercorre la storia del gruppo torinese sulla base delle interviste ai protagonisti raccolte nell'omonimo documentario.

## Discografia

### Album in studio
- 1971 - Cantacronache 1 (Albatros, VPA 8123)
- 1971 - Cantacronache 2 (Albatros, VPA 8124)
- 1971 - Cantacronache 3 (Albatros, VPA 8125)
- 1971 - Cantacronache 4. Canti di protesta del popolo italiano - Canti della resistenza (Albatros, VPA 8133)

### EP
- 1958 - Cantacronache Sperimentale - Canzone triste/Colloquio con l’anima/Ad un giovane pilota/Dove vola l’avvoltoio?, tutti i brani sono cantati da Franca Di Rienzo (Italia Canta, EP 45/CS)
- 1958 - Cantacronache 1 - La zolfara/Patria mia/Viva la pace/Dove vola l'avvoltoio?, tutti i brani sono cantati da Pietro Buttarelli (Italia Canta, EP 45/C/0001)
- 1958 - Cantacronache 2 - Raffaele/Ssst!/Le cose vietate/Tutti gli amori, i brani sono cantati da Fausto Amodei (1 e 3) e da Michele L. Straniero (2 e 4) (Italia Canta, EP 45/C/0002)
- 1959 - Cantacronache 3 - Oltre il ponte/Tredici milioni/Partigiano sconosciuto/Partigiani fratelli maggiori, i brani sono cantati da Pietro Buttarelli (1 e 4) e da Michele L. Straniero (2 e 3) (Italia Canta, EP 45/C/0006)
- 1959 - Cantacronache 4 - Qualcosa da aspettare/Il giuramento/Il povero Elia/La canzone del popolo algerino, tutti i brani sono cantati da Fausto Amodei (Italia Canta, EP 45/C/0008)
- 1960 - Cantacronache 5 - Ballata del soldato Adeodato/Cantata della donna nubile/Storia di Capodanno/Valzer della credulità, tutti i brani sono cantati da Edmonda Aldini (Italia Canta, EP 45/C/0009)
- 1960 - Cantacronache 6 - Il ratto della chitarra/Una carriera/Ero un consumatore/Per i morti di Reggio Emilia, tutti i brani sono cantati da Fausto Amodei (Italia Canta, EP 45/C/0016)
- 1961 - Il Cantacronache ben temperato (7) - Tiro a segno/La ruota/Questa democrazia/Uno uguale a me, tutti i brani sono cantati da Mario Pogliotti (Italia Canta, SP 33/C/0027)
- 1963 - Le canzoni di Fausto Amodei 1 - Il tarlo/Lettera dalla caserma/Una vita di carta/Ballata ai dittatori, tutti i brani sono cantati da Fausto Amodei (DNG, GEP 80001)
- 1963 - Le canzoni di Fausto Amodei 2 - Canzone alla mia chitarra/Il giorno dell'eguaglianza/Il gallo/Il censore, tutti i brani sono cantati da Fausto Amodei (DNG, GEP 80002)